# Clapiers

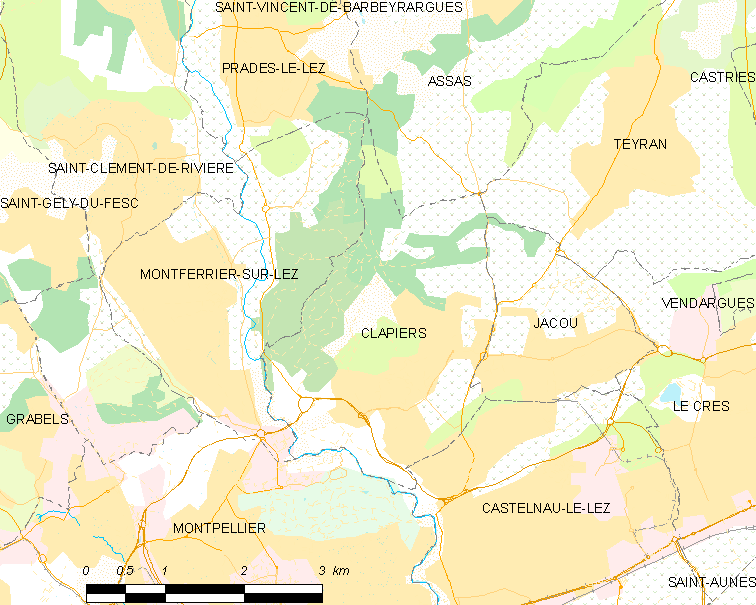
Mapa

Clapiers es una localidad y comuna francesa, situada en el departamento de Hérault y en la región de Occitania.
Sus habitantes se denominan con el gentilicio en francés Clapiérois.

## Historia
Clapiers debe su nombre a haber sido construida sobre una pequeña colina rocosa que le dio su nombre que viene de "clapas" ("montón de piedra" en occitano).
Los primeros vestigios de habitantes son las "villas" agrícolas galo-romanas.
Después hubo un pueblo fortificado en la Edad Media, del cual hoy quedan pocas huellas.
Tras haberse estancado hasta después de la mitad del siglo XX, Clapiers ha quedado englobado, en la década de 1960, por la explosión demográfica de Montpellier.

## Administración
Lista de los alcaldes sucesivos
(desde 1981-) P.Maurel (PS)

## Demografía
| 326 | 374 | 867 | 1,900 | 3,478 | 4,631 | 5,378 |
| Para los censos de 1962 a 1999 la población legal corresponde a la población sin duplicidades (Fuente: INSEE [Consultar]) |     |     |       |       |       |       |

## Lugares de interés y monumentos
- El pequeño pueblo de Clapiers tiene una iglesia pequeña que lleva el nombre de San Antonio y data del siglo XII.
- La Alcaldía, en el centro del pueblo, era la antigua escuela elemental.
- Este pueblecito tiene un centro muy bonito, con una parte antigua, en torno a la escuela y la Alcaldía, donde es agradable el paseo.
- La comuna de Clapiers está rodeada de viñedos.
- En la explanada del pueblo se encuentra un antiguo molino de viento.
- El pueblo cuenta con un recorrido deportivo por el bosque que le rodea y donde es posible también pasear. Tiene pistas de tenis, un dentro de juegos acuáticos, un camping, un parque de skate nuevo y varios terrenos de fútbol, entre los cuales uno cuenta con el mejor césped de la región, lo que atrajo a los equipos de Paraguay en 1998 y Tonga en 2007.
- En el parque comunal se encuentra un estanque.

## Sistema educativo
Clapiers posee una guardería, una escuela infantil, dos escuelas primarias y un colegio de enseñanza secundaria obligatoria, que atiende a los niños de Clapiers, Assas y Guzargues.